# Ganggrab von Boitze
Das Ganggrab Boitze mit der Sprockhoff-Nr. 721 liegt etwa 750 Meter südlich von Boitze in Niedersachsen. Es entstand zwischen 3500 und 2800 v. Chr. in der Jungsteinzeit als Megalithanlage der Trichterbecherkultur (TBK).
Neolithische Monumente sind Ausdruck der Kultur und Ideologie jungsteinzeitlicher Gesellschaften. Ihre Entstehung und Funktion gelten als Kennzeichen der sozialen Entwicklung. Das Großsteingrab befindet sich seit 1854 in Staatsbesitz und entging dadurch der weiteren Zerstörung.

## Beschreibung
Das etwa 35,0 Meter lange und 6,5 Meter breite rechteckige Hünenbett hat nur noch eine unvollständige Einfassung um den 60 Zentimeter hohen Erddamm. Es fehlen fast alle Steine der östlichen Langseite. Stark gestört ist auch das südliche Ende, dessen Randsteine nach außen verkippt sind. Die etwa 6,5 Meter lange Kammer befindet sich am südlichen Ende des Bettes. Sie besitzt noch fast alle Tragsteine in situ. Von den ursprünglich fünf Decksteinen liegt einer auf, ein zweiter ist in die Kammer verstürzt. Vermutlich handelt es sich um ein Ganggrab.
Die Großsteingräber bei Seedorf (Boitze) sind zwei Megalithanlagen der TBK im Boitzener Ortsteil Seedorf.

Langbett von Boitze
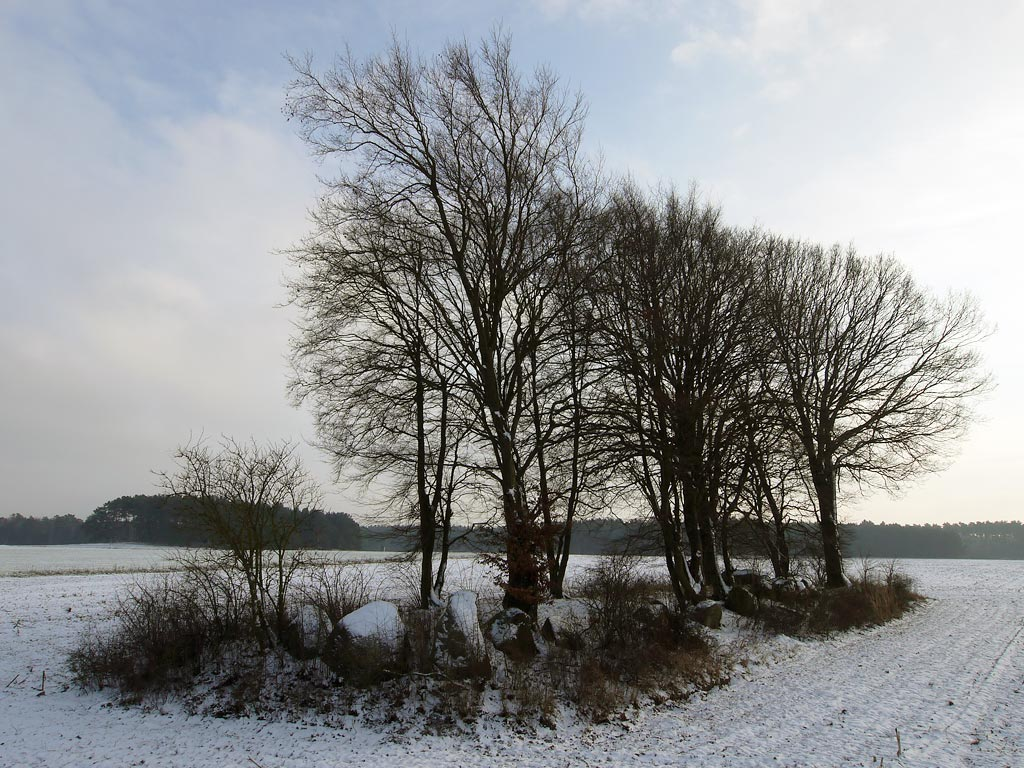
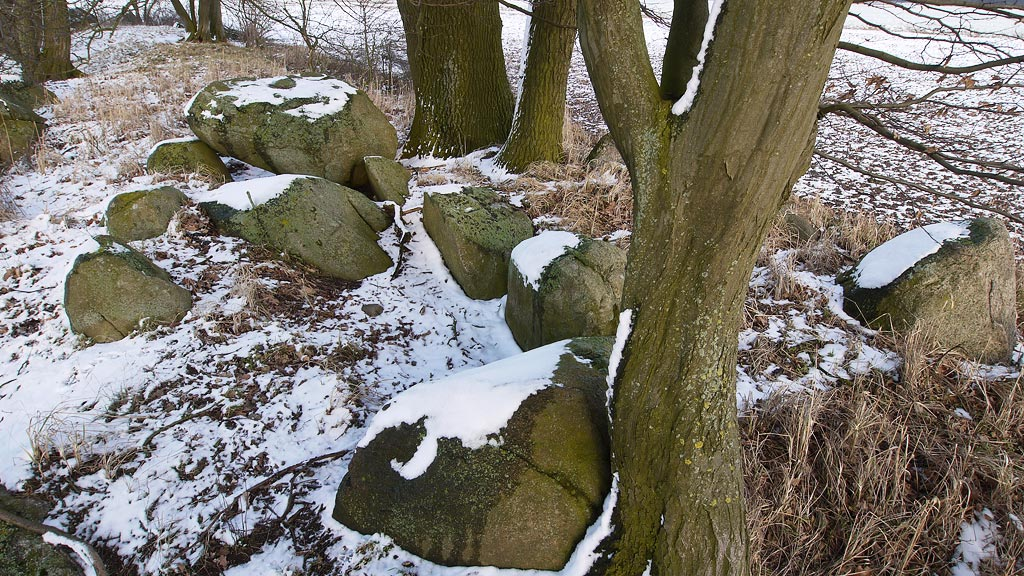
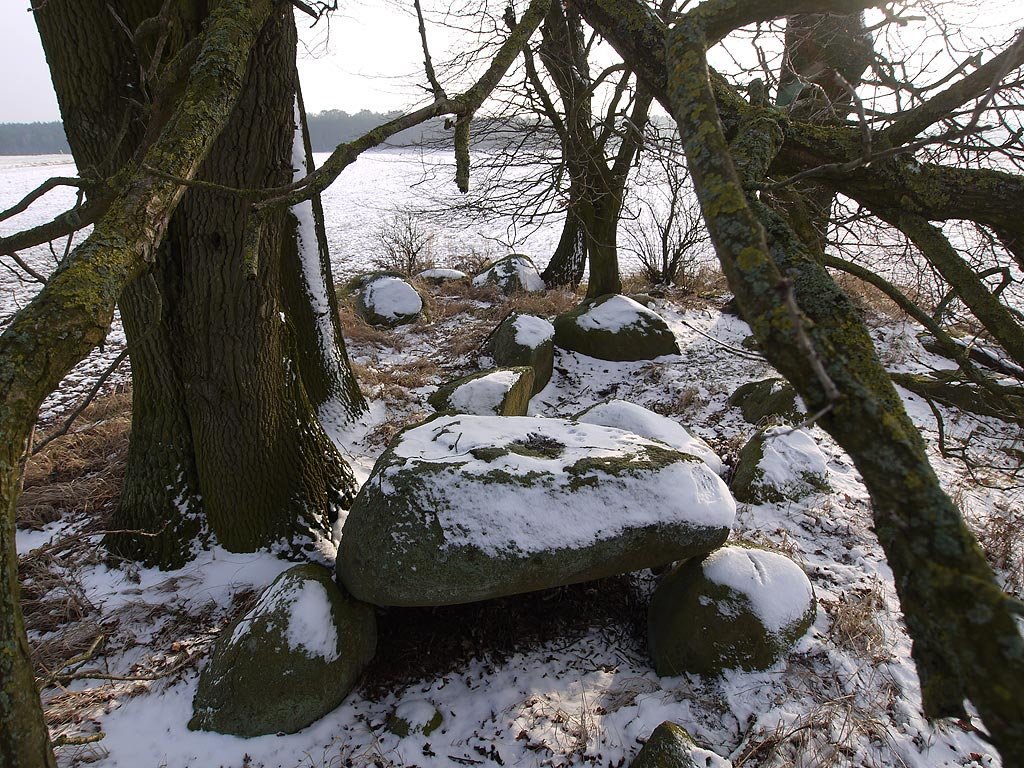